# فهرست مقدس
فهرست مقدس (نمایش داده شده با نام The Return در سینماهای خارج از کشور)، یک انیمیشن سینمایی تولید سال ۱۳۹۴ محصول خانه انیمیشن سازمان هنری رسانه‌ای اوج به کارگردانی، تهیه‌کنندگی و تدوین محمدامین همدانی و نویسندگی هومان فاضل است.

## داستان
فهرست مقدس روایتگر یک داستان تاریخی است که ماجرای آن در شهر نجران کشور یمن می‌گذرد و زمان آن به صد سال قبل از ظهور دین اسلام بازمی‌گردد. این انیمیشن سینمایی روایتی دراماتیک، رمانتیک و تراژیک دارد و داستان آن بر اساس سفر قهرمان فیلم با نام هاران شکل گرفته‌است.

## دوبلاژ
همدانی دربارهٔ استفاده از پیشکوست‌های دوبلاژ و سرپرستی مریم شیرزاد بر دوبله «فهرست مقدس» می‌گوید: «فیلم ۲ بار دوبله شده‌است. در نسخه اولیه‌ از زبان رسمی ادبیات فارسی استفاده شد اما در نسخه دوم و بعد از چند اکران خصوصی، برای اینکه مخاطب با این سبک از ادبیات ارتباط چندانی برقرار نمی‌کرد، یک بار دیگر دوبله انجام شد. مریم شیرزاد مدیر دوبلاژ این پروژه بود و حداقل هشت صدای ماندگار سینمای ایران، کاراکترهای این انیمیشن را دوبله کردند».
برخی عوامل دوبلاژ 
- مدیرة الدبلجة: مریم شیرزاد
- الدبلجة: جنكیز جلیلوند، خسرو خسروشاهي، بهرام زند، نصرالله مدقالجي، أکبر مناني

## جوایز
- بهترین انیمیشن اسپانیا، جشنواره مادرید ۲۰۱۶[نیازمند منبع]
- بهترین انیمیشن ایران، جشنواره مقاومت ۱۳۹۵[نیازمند منبع]
- بهترین انیمیشن ایالات متحد آمریکا، هالیوود موویینگ پیکچرز ۲۰۱۶[۱۰]